# Dead Trigger (film)
Dead Trigger je americký sci-fi akční hororový film z roku 2017, který režírovali Mike Cuff a Scott Windhauser, kteří také spolu s Heinzem Treschnitzerem napsali scénář. Film je založen na mobilní hře stejného jména. Ve filmu hrají Dolph Lundgren, Autumn Reeser, Brooke Johnston, Chris Galya, Romeo Miller a Isaiah Washington.
Film byl vydán v omezeném uvedení a prostřednictvím videa na vyžádání ve Spojených státech 3. května 2019 společností Saban Films a byl široce kritizován kritiky.

## Zápletka
Film se odehrává ve světě zničeném smrtelným virem, který mění lidi v zombie. Když je vláda neschopná zastavit šíření nákazy, vytvoří videohru Dead Trigger, která má identifikovat zručné hráče schopné bojovat s opravdovými nemrtvými. Kapitán Kyle Walker (Dolph Lundgren) vede tým elitních vojáků a hráčů na misi najít skupinu vědců, kteří možná vyvinuli lék na virus.

## Obsazení
- Dolph Lundgren jako kapitán Kyle Walker
- Autumn Reeser jako Tara Conlan
- Brooke Johnston jako poručík Marchetti
- Chris Galya jako Chris Northon
- Romeo Miller jako Gerald "G-Dog" Jefferson
- Isaiah Washington jako Rockstock
- Oleg Taktarov jako poručík Martinov
- Justin Chon jako Daniel Chen
- Natali Yura jako Naomi Shika
- Luciana Carro jako Samantha Atkins
- Joel Gretsch jako generál Conlan
- James Chalke jako otec Julian
- Jeff Lam jako Eric Green
- Bleona jako Natalie
- Tamara Braun jako Gloria Russo
- Brandon Beemer jako agent CSU Pierce
- Tony Messenger jako agent CSU Sawyer
- Seira Kagami jako Lika
- Alyona Chekhova jako Nika
- Michael Kupisk jako Zack
- Keil Oakley Zepernick jako Subject Zero
- Derek Boone jako poručík Krycek